# Salvatore Commesso

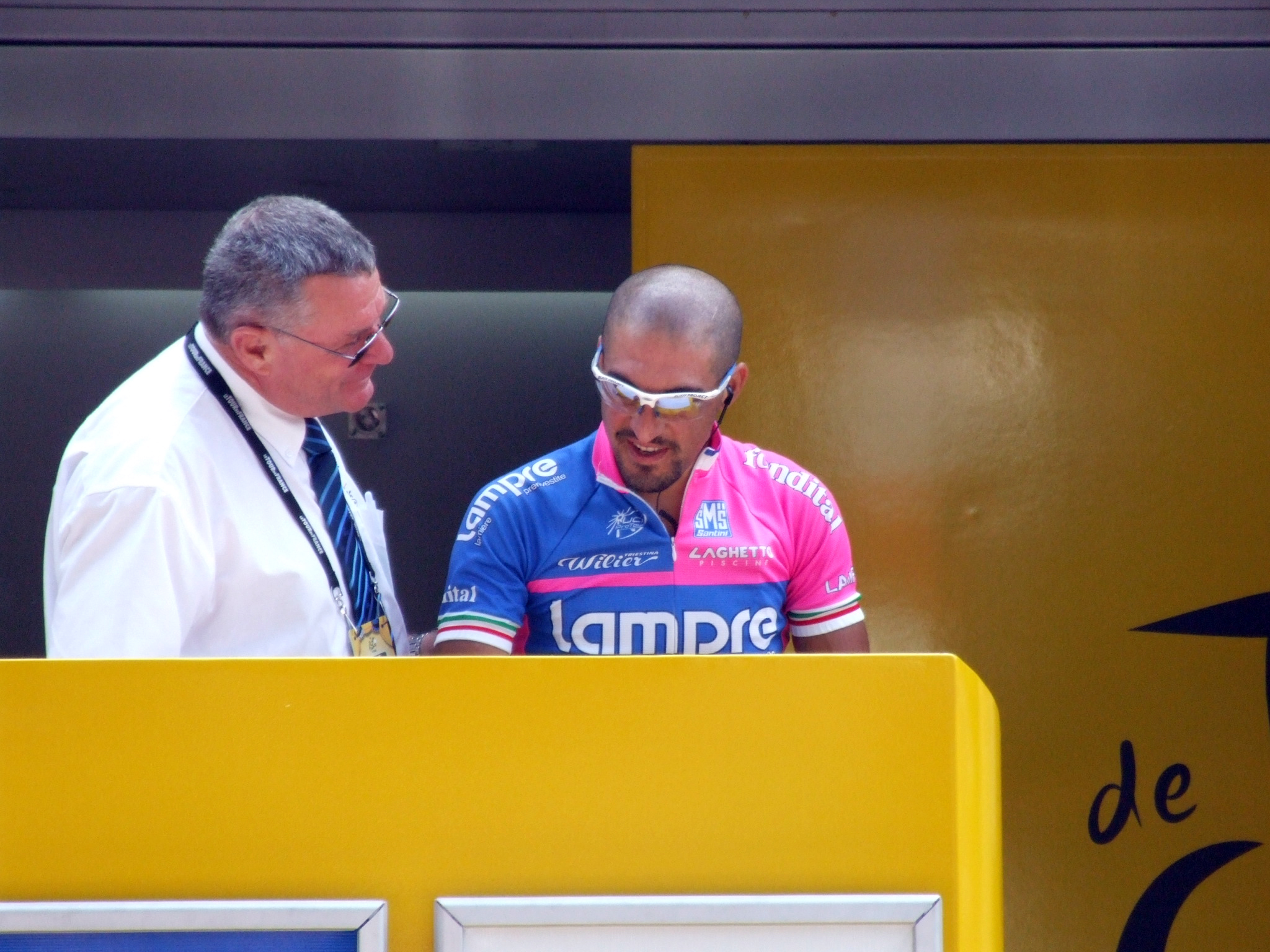
Commesso beim Einschreiben zur 11. Etappe der Tour de France 2006

Salvatore Commesso (* 28. März 1975 in Torre del Greco) ist ein ehemaliger italienischer Radrennfahrer.
1997 siegte er im Straßenrennen der Mittelmeerspiele in Bari. Commesso war seit 1998 Radrennprofi. Er gewann zweimal die italienische Straßenmeisterschaft. 2005 nahm er zum fünften Mal an der Tour de France teil. Seine beste Platzierung im Gesamtklassement war 1999 der 38. Platz, auch gewann er zwei Etappen.
Im Jahr 2000 wurde Commesso wegen des Besitzes unerlaubter Präparate (EPO) für zwei Monate gesperrt.

## Erfolge
1999
- eine Etappe Tour de France
- Italienischer Meister – Straßenrennen

2000
- eine Etappe Tour de France

2002
- Italienischer Meister – Straßenrennen
- Criterium d’Abruzzo

2008
- eine Etappe Luxemburg-Rundfahrt

## Teams
- 1996 Saeco-AS Juvenes San Marino (Stagiaire)
- 1998 Saeco
- 1999 Saeco-Cannondale
- 2000 Saeco-Valli & Valli
- 2001 Saeco
- 2002 Saeco-Longoni Sport
- 2003–2004 Saeco
- 2005 Lampre-Caffita
- 2006 Lampre-Fondital
- 2007 Tinkoff Credit Systems
- 2008 Preti Mangimi
- 2009 Meridiana-Kalev Chocolate Team
- 2010 Meridiana Kamen Team